# 78125 Салімбені
78125 Салімбені (78125 Salimbeni) — астероїд головного поясу, відкритий 11 липня 2002 року.
Тіссеранів параметр щодо Юпітера — 3,298.